# NO MORE 영화도둑

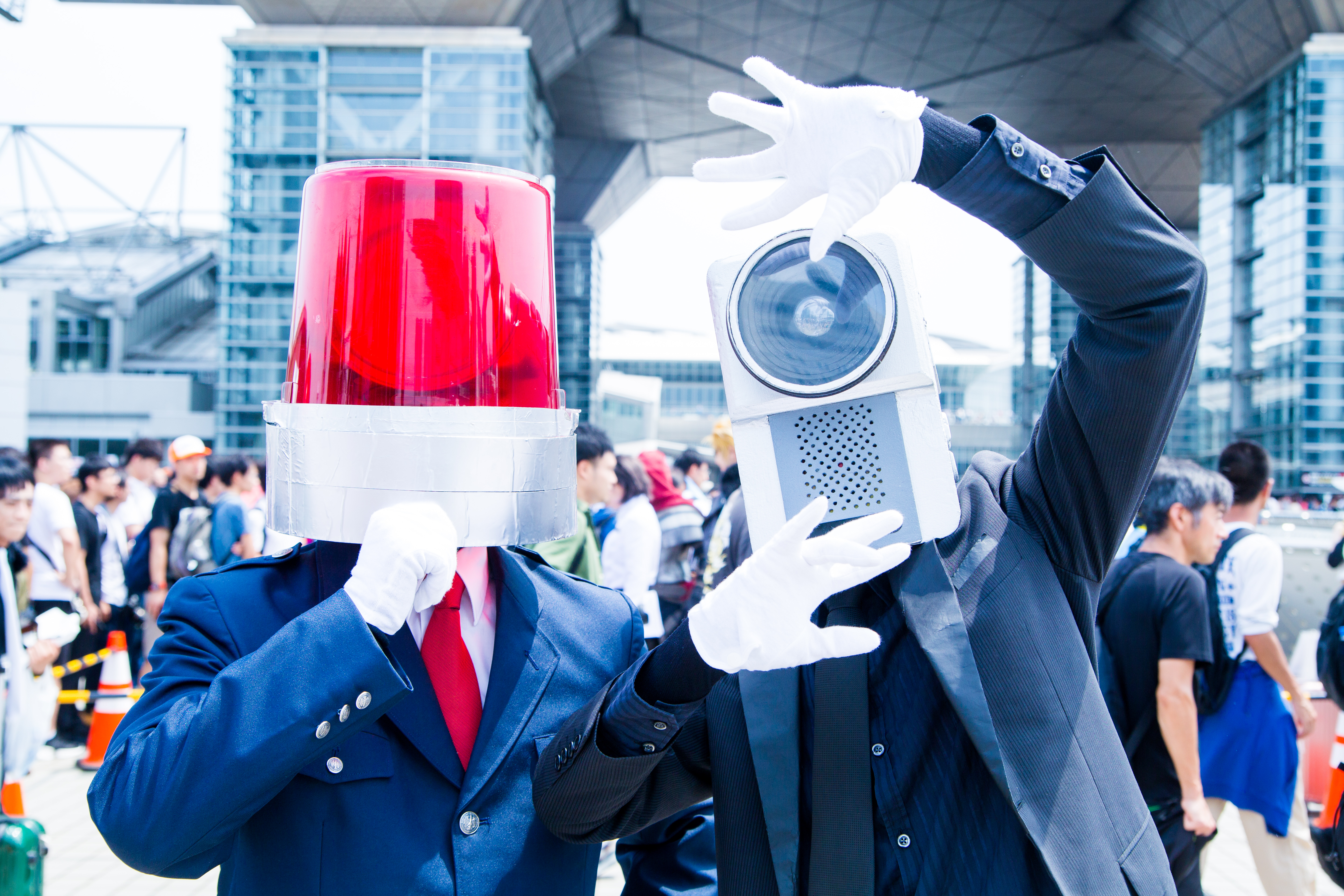
코스프레

NO MORE 영화도둑(NO MORE 映画泥棒 노 모아 에이가도로보[*])은 일본 전국의 영화관에서 영화 본편 직전에 상영되는 CM(매너 무비)이다.

## 개요
2007년 8월 30일의 영화 도촬 방지에 관한 법률 시행 2개월 전인 6월 30일부터 「영화관에 가자!」 실행위원회의 「영화 도촬 방지 캠페인」 계발 CM으로 상영이 시작되었다. 2015년까지 공개될 예정이다. 감독은 야쿠모 사이지이다.
영화를 도촬하는 남자가 체포되는 팬터마임과 함께, 내레이션으로 극장 내에서의 영화의 촬영・녹음은 범죄라는 것을 계발하고 있다. 2010년 3월까지는 다운로드 불법화에 맞춘 제 2버전, 2012년 11월까지는 「불법 다운로드 형사처벌화」에 맞춘 제 3버전을 상영했고, 2014년 10월까지는 등장 캐릭터의 의장 등을 새롭게 한 제 4버전의 상영이 시작되었다.
상영시작후, 등장 캐릭터인 카메라남자 등에서의 패러디 방송으로부터의 출연의뢰나 제휴・상품화의 제안도 받았으나, 영화업계에서 보면 악의 화신인 「헛소리하는 이미지가 되고 싶지 않음」과 같은 이유로 전부 거절했다. 그러나, 카메라 남자를 연기하고 있는 댄서의 O-ki가 2013년 1월 28일에 방송된 "모리타 카즈요시 아워 와랏테 이이토모!"(후지 TV 계열)에 출연해서, TV에서 처음으로 얼굴과 카메라 탈을 쓰고 춤을 선보였다. 이후, 「카메라남자를 연기한 사람」으로서 O-ki가 일부 메디아에서 출연하고 있다.
또, 2014년에는 카메라남자나 팬터마임남자의 액션 피규어가 발매된 것과 같이, 상품화도 실행되었다. 게다가, 같은 해 7월 1일부터 「지금까지 폐를 끼친 것에 대한 속죄로, 영화 업계를 띄우기 위해, 이번에 감옥에서 중얼거리게 되었습니다」로써 카메라남자의 Twitter 계정이 개설되었다.

### 콜라보레이션
루팡 3세
2014년 8월 30일에 공개된 "루팡 3세"의 상영 직전에는 이 작품과 콜라보레이션한 한정 버전이 상영되었다.
마이크 팝콘
2014년 9월에는 마이크 팝콘과의 공식 콜라보 CM도 제작되었다.
명탐정 코난
2015년 4월 18일에 공개된 "명탐정 코난 업화의 해바라기"에서는, 콜라보레이션 방영 제 2탄인 "「업화의 해바라기」×「NO MORE 영화도둑」"이라는 제목으로 한정 버전이 방영되었다.
관내에서 카메라를 들고 있는 그림자를 향해 에도가와 코난이 경고를 하고, 그 대사 후에 카메라남자의 모습을 흉내낸 괴도 키드가 나타나, 위법 행위에 대한 경고를 한다.
마지막에는 에도가와 코난과 괴도 키드의 목소리로 「NO MORE 영화도둑」이라는 대사를 외친다.

## 등장인물
카메라남자
머리가 비디오 카메라로 된 양복 차림의 남자. 검고 얇은 넥타이를 묶고 흰 장갑을 착용하고 있다.

팬터마임남자
제 2버전부터 등장. 머리가 붉은 램프로 되어 있는 남자. 붉은 넥타이를 묶고 흰 장갑을 착용하고 있다.

여자
제 2버전부터 등장하는 여자. 영화 도촬을 하고 있는 카메라남자를 팝콘을 먹으면서 어이없는 표정으로 얼굴을 바라보고 있다.
팝콘남자
제 4버전에 등장. 머리가 팝콘으로 되어 있다.
주스남자
제 4버전에 등장. 팝콘 남자와 사이가 좋은 모양으로, 함께 영화를 관람했다.

### 내용주
1. ↑  그러나, 제 1버전에서는 사이렌 소리와 함께 붉은 빛이 나오는 장면이 있다.

### 참조주
1. ↑  “盗撮防止キャンペーン『NO MORE 映画泥棒』のCMに登場する美女 スクリーンで見かけるあのコの正体は?”. 《FRIDAY》 (講談社) 28 (12): pp.40. 2011년 3월. 다음 글자 무시됨: ‘和書 ’ (도움말);
2. ↑  “早見あかり初主演長編映画『百瀬、こっちを向いて。』、向井理が元・非モテの語り手に”. CINRA.NET. 2013년 12월 9일. 2014년 3월 10일에 확인함.
3. 1 2  あの女性がいないだと……！ 「NO MORE 映画泥棒」のCMがいつのまにか新しくなっていた件-ねとらぼ（2012年12月19日）
4. ↑  “「映画泥棒」の中の人、正体が判明!「笑っていいとも!」でダンスTV初披露”. 《クランクイン!》 (ブロードメディア). 2013년 1월 28일. 2013년 1월 30일에 원본 문서에서 보존된 문서. 2013년 1월 29일에 확인함.
5. ↑  「NO MORE映画泥棒」ついに可動フィギュア化 カメラ男をパトランプ男でガッチリ捕獲可能！-ねとらぼ（2014年2月6日）
6. ↑  “「映画泥棒」Twitter始める”. 《ねとらぼ》 (ITメディア). 2014년 7월 1일. 2014년 7월 4일에 확인함.
7. ↑  “「ルパン」マナーCMで小栗旬が映画泥棒に”. 《コミックナタリー》. 2014년 8월 1일. 2014년 8월 1일에 확인함.
8. ↑  マイクポップコーン × NO MORE映画泥棒 スペシャルムービー 「ポップコーンダンス」篇
9. ↑  FB 2015, 27쪽.
10. ↑  FB 2015, 29쪽.

## 참고 문헌
- 《NO MORE 映画泥棒 ファンブック 〜映画館からごきげんよう〜》. 学研パブリッシング. 2015년 3월 10일. ISBN 978-4-05-406224-5. 다음 글자 무시됨: ‘和書’ (도움말)